# Droit du travail dans l'Union européenne
Le droit du travail dans l'Union européenne est le domaine du droit en développement lié aux droits des employeurs et travailleurs au sein de l'Union européenne. Il couvre deux domaines : les conditions de travail (temps de travail, travail à temps partiel, le détachement des travailleurs, l'égalité des chances et la lutte contre les discriminations, les contrats à durée indéterminée, etc.), et l'information et la consultation des travailleurs en cas de licenciement collectifs ou de transferts d'entreprise.

## Origines
La mise en place du marché intérieur a entraîné le développement progressif de normes européennes régissant le droit du travail.

## Dispositions du traité

### Objectifs et intégration de deux chartes protectrices (article 151 TFUE)
L'article 151 du TFUE inclut les objectifs des dispositions européennes en matière sociale et de travail : « la promotion de l'emploi, l'amélioration des conditions de vie et de travail, permettant leur égalisation dans le progrès, une protection sociale adéquate, le dialogue social, le développement des ressources humaines permettant un niveau d'emploi élevé et durable et la lutte contre les exclusions ».
Cette disposition est complétée par le renvoi à deux chartes, dont les dispositions sont ainsi intégrée dans le traité : la Charte sociale européenne adoptée au niveau du Conseil de l'Europe en 1961, et la Charte communautaire des droits sociaux fondamentaux des travailleurs de 1989.
Le deuxième paragraphe de l'article 151 rappelle notamment que les dispositions relatives au droit du travail adoptées au niveau européen doivent « [tenir] compte de la diversité des pratiques nationales, en particulier dans le domaine des relations conventionnelles, ainsi que de la nécessité de maintenir la compétitivité de l'économie de l'Union ».

### Autonomie des systèmes nationaux et coordination (article 152 TFUE)
L'article 152 TFUE dispose que « l’Union reconnaît et promeut le rôle des partenaires sociaux à son niveau » et rappelle toutefois que cette compétence s'exerce conformément au principe d'autonomie des systèmes nationaux.
Le traité établit un sommet social tripartite, réunissant la Commission européenne, la présidence du Conseil de l'Union européenne et les partenaires sociaux de l'Union, devant se réunir régulièrement.

### Compétences de l’Union en matière de droit du travail (article 153 TFUE)
Conformément à l’article 4 du TFUE, l'Union dispose d'une compétence partagée dans le domaine social. Cette politique est toutefois limitée aux « aspects définis dans le présent traité ». Ces compétences sont définies à l’article article 153 du TFUE qui dispose que :

« [...] l’Union soutient et complète l’action des États membres dans les domaines suivants :
- a) l’amélioration, en particulier, du milieu de travail pour protéger la santé et la sécurité des travailleurs ;
- b) les conditions de travail ;
- c) la sécurité sociale et la protection sociale des travailleurs ;
- d) la protection des travailleurs en cas de résiliation du contrat de travail ;
- e) l’information et la consultation des travailleurs ;
- f) la représentation et la défense collective des intérêts des travailleurs et des employeurs, y compris la cogestion, sous réserve du paragraphe 5 ;
- g) les conditions d’emploi des ressortissants des pays tiers se trouvant en séjour régulier sur le territoire de l’Union ;
- h) l’intégration des personnes exclues du marché du travail, sans préjudice de l’article 166 ;
- i) l’égalité entre hommes et femmes en ce qui concerne leurs chances sur le marché du travail et le traitement dans le travail ;
- j) la lutte contre l’exclusion sociale ;
- k) la modernisation des systèmes de protection sociale, sans préjudice du point c). »

### Principe d'égalité de rémunération (article 157 TFUE)
L'article 157 du TFUE dispose que, pour un travail à valeur égale, la rémunération doit être égale. La rémunération est définie par le traité comme étant : « le salaire ou traitement ordinaire de base ou minimum, et tous autres avantages payés directement ou indirectement, en espèces ou en nature, par l'employeur au travailleur en raison de l'emploi de ce dernier ». Par ailleurs, l'article définit que la rémunération égale sans discrimination liée au sexe signifie deux choses :
- « a. que la rémunération accordée pour un même travail payé à la tâche soit établie sur la base d'une même unité de mesure ; »
- « b. que la rémunération accordée pour un travail payé au temps soit la même pour un même poste de travail ».

La transposition en droit interne de cette dernière disposition fut longue du fait des reports de certains États membres. Toutefois, dans l'arrêt 43/75 Defrenne contre Sabena, la Cour de justice a reconnu que la disposition du traité était suffisamment précise pour qu'elle ait un effet direct. Par conséquent la disposition s'applique à tous les États membres indépendamment de l'intégration de cette norme dans leurs législations nationales respectives. Dans une logique de sécurité juridique, la Cour a toutefois décidé que la décision ne se rapportait qu'à l'avenir (en partant du point de départ de l’affaire 43/75 et également pour les affaires portant sur le même sujet déjà en cours).

### Temps de travail (directive 2003/88)
La directive 2003/88/CE sur le temps de travail est une directive de l'Union européenne et un élément clé du droit du travail européen. Elle donne aux travailleurs de l'UE le droit à:
- au moins 28 jours (quatre semaines) de congés payés par an,
- des pauses de 20 minutes par période de 6 heures,
- un repos quotidien d'au moins 11 heures par période de 24 heures ;
- limite le travail de nuit excessif ;
- un repos d'au moins 24 heures par période de 7 jours ;
- le droit de ne pas travailler plus de 48 heures par semaine, sauf si l'État membre autorise des dérogations individuelles.

Le temps de travail excessif est considéré comme une cause majeure de stress, de dépression et de maladie. L'objectif de la directive est par conséquent de protéger la santé et la sécurité des personnes. Une étude qui a fait date, menée par l'Organisation mondiale de la santé et l'Organisation internationale du travail, a montré que l'exposition à de longues heures de travail est une pratique courante à l'échelle mondiale (8,9 %) et, selon des estimations des Nations unies, le facteur de risque professionnel ayant la plus grande charge de morbidité attribuable, à savoir une estimation de 745 000 décès dus à des cardiopathies ischémiques et à des accidents vasculaires cérébraux pour la seule année 2016. Ces constatations ont donné un nouvel élan à la fixation de limites maximales au temps de travail afin de protéger la vie et la santé des personnes.
En 2021, la France entre en conflit avec la cour Européenne de Justice sur l’application de cette directive aux militaires.

## Jurisprudence de la Cour en droit du travail
- Defrenne contre Belgique (n° 1) (1970)
- Defrenne contre Sabena (n° 2) (1975)
- Garland contre British Rail Engineering (1981)
- Nimz contre Hambourg (1989)
- Ingrid Rinner-Kuhn contre FWW Spezial-Gebaudereiningung (1988)
- Kowalska contre Hambourg (1989)
- Arbeiterwohlfahrt der Stadt Berlin contre Monika Botel (1990)
- Seymour-Smith et Perez (1997)
- Marshall (1984)
- Worringham et Humphreys contre Lloyds Bank (1980)
- Bilka Kaufhaus contre Karin Weber Van Hartz (1984)
- Barber contre Guardian Royal Exchange Assurance Group (1988)
- Neath contre Hugh Steeper (1991)
- Macarthy's contre Wendy Smith (1979)
- Mary Murphy An Bord Telecom Éireann (1986)
- Lawrence contre Regent Office Care Ltd (2000)
- Allonby (2001)
- Jenkins contre Kingsgate (1980)
- Enderby contre Frenchay Health Authority (1992)
- Rummler contre Dato-Druck (1985)
- Handels- og Kontorfunktionaerernes Forbund i Danmark contre Dansk Arbejdsgiverforening (1988)
- Cadman (2005)
- P v S et Cornwall County Council (1994)
- Grant contre South West Trains (1996)
- D et Suède contre Conseil (1999)
- KB contre NHS Pensions (2001)
- Richards (2004)
- Dekker contre VJM Centram (1988)
- Commission contre France (protection de la femme) (1986)
- Roberts contre Tate et Lyle (1984)
- Thibault (1995)
- Meyers (1994)
- Commission contre le Royaume-Uni (égalité de traitement entre hommes et femmes) (1983)
- Johnston contre Chief Constable of the RUC (1984)
- Angela Sirdar et The Army Board (1997)
- Kreil contre Allemagne (1998)

## Rapport avec les législations nationales

### Particularismes nationaux
L'article 151(2) du TFUE prévoit que le droit du travail au niveau européen doit « [tenir] compte de la diversité des pratiques nationales, en particulier dans le domaine des relations conventionnelles, ainsi que de la nécessité de maintenir la compétitivité de l'économie de l'Union ». Il existe par conséquent 28 types de pratiques nationales différentes, rapprochées et coordonnées entre elles au niveau européen :
- Droit du travail en Allemagne (de)
- Droit du travail en Autriche (de)
- Droit du travail en Belgique (nl)
- Droit du travail en Bulgarie (bg)
- Droit du travail à Chypre
- Droit du travail en Croatie
- Droit du travail au Danemark
- Droit du travail en Espagne
- Droit du travail en Estonie
- Droit du travail en Finlande
- Droit du travail en France
- Droit du travail en Grèce
- Droit du travail en Hongrie
- Droit du travail en Irlande
- Droit du travail en Italie
- Droit du travail en Lettonie
- Droit du travail en Lituanie
- Droit du travail au Luxembourg
- Droit du travail à Malte
- Droit du travail aux Pays-Bas
- Droit du travail en Pologne (pl)
- Droit du travail au Portugal
- Droit du travail en Roumanie
- Droit du travail au Royaume-Uni
- Droit du travail en Slovaquie
- Droit du travail en Slovénie
- Droit du travail en Suède (sv)
- Droit du travail en République tchèque (cs)

## Sources

## Compléments